# Celebophlebia dactylogastra
Celebophlebia dactylogastra е вид водно конче от семейство Libellulidae.

## Разпространение и местообитание
Видът е разпространен в Индонезия (Сулавеси).
Обитава сладководни басейни и заливи.